# Hannovers voetbalkampioenschap 1908/09
In 1908/09 werd het zesde Hannovers voetbalkampioenschap gespeeld, dat georganiseerd werd door de Noord-Duitse voetbalbond. Eintracht Hannover werd kampioen en plaatste zich voor de Noord-Duitse eindronde. De club verloor in de eerste ronde van FC Eintracht Braunschweig. 

## Eindstand
| Plaats | Club                       | Wed. | W | G | V | Saldo | Ptn |
| ------ | -------------------------- | ---- | - | - | - | ----- | --- |
| 1.     | FC Eintracht 1898 Hannover | 4    | 3 | 0 | 1 | 9:4   | 6:2 |
| 2.     | Hannoverscher FC 96        | 4    | 3 | 0 | 1 | 10:6  | 6:2 |
| 3.     | BV Hannovera 1898          | 4    | 0 | 0 | 4 | 1:10  | 0:8 |

|  | Kampioen |